# Исаев, Сергей Иванович (биолог)
Серге́й Ива́нович Иса́ев (25 мая 1901, Венёв, Тульская губерния — 1985[…]) — селекционер плодовых культур, автор сортов яблони для средней полосы и других регионов России, которыми до периода перестройки было засажено до четверти промышленных садов в средней полосе России. Ученик и последователь И. В. Мичурина, отец академика А. С. Исаева.

## Биография
Родился в 1901 году в Венёве (ныне Тульская область). Мама Феоктиста Ивановна Завьялова (р.1876) происходила из старинной венёвской купеческой семьи. Отец Иван Сергеевич Исаев (р.1871) уроженец Михайловского уезда Рязанской губернии. Предки Ивана Сергеевича были казенными крестьянами. За 20 лет безупречной службы делопроизводителем в городе Михайлове ему было пожаловано звание потомственного почетного гражданина.
В 1927 году окончил МСХА имени К. А. Тимирязева.
В 1932—1941 годах — НИИ садоводства имени И. В. Мичурина, заведующий отделом; Плодоовощной институт имени И. В. Мичурина, заведующий кафедрой генетики и селекции.
В 1941—1949 годах — Саратовский СХИ, заведующий кафедрой селекции плодовых и овощных культур.
В 1948 году участвовал в разгроме генетики, выступив на Сессии ВАСХНИЛ с позиций Мичурина и Лысенко против «менделевско-моргановской генетики». Одним из результатов этой Сессии стало изгнание из МГУ 15 преподавателей, «стоявших на антимичуринских позициях вейсманизма-морганизма». В том числе деканом биофака стал И. И. Презент, сменив на этой должности уволенного С. Д. Юдинцева.
С 1949 года МГУ имени М. В. Ломоносова, биолого-почвенный факультет — зав. кафедрой генетики и селекции, профессор (1950), декан факультета (1950—1954), заведующий созданной им лабораторией — биологии, генетики и селекции садовых растений (с 1966 года до последних лет жизни). В 2011 году в Мичуринске в его честь была открыта мемориальная доска. Доктор сельскохозяйственных наук (1950).
Из воспоминаний дочери селекционера И. С. Исаевой:
Отношение к садам в эти «сороковые роковые» было поразительно трепетным. В моей памяти, например, рассказ отца, как его еще тогда лишь потенциально возможные сорта (элитные сеянцы) в 1941 г. спасли курсанты Мичуринского лётного училища. А дело было так. Наша семья жила в Саратове. Мичуринск оказался под угрозой захвата немцами. Было голодно и конечно, на созревающие в саду яблони было много охотников. Отец беспокоился, что он не сможет точно оценить урожай своих гибридов, описать их плоды и провести другие необходимые с ними работы. Он пробился в Мичуринск и по договоренности с командованием к каждому дереву, которое отец считал наиболее ценным и вероятным родоначальником нового сорта, был выставлен караул  из курсантов местного летного училища — с винтовкой и соответствующим ей штыком. Но вскоре выяснилось, что голодные мальчики не выдерживают искушения яблоками и используют штык в качестве плодосъемника. Штыки сняли, а разводящему было вменено в обязанность при смене караула предварительно пересчитывать яблоки на дереве и под ним. Я думаю, что более точного учета урожая у отца уже больше никогда не было. Но не будь такого отношения к делу, скорее всего, не только яблок бы не досчитались, но и деревья пошли бы на дрова, а значит, не появились бы в наших садах новые замечательные сорта. А когда нависла угроза захвата Мичуринска немцами, с наиболее ценных деревьев были срезаны черенки и отправлены для прививки в три разные места: в Алма-Ату, к отцу в Саратов, а третьего места не помню... и спросить уже не у кого.
В 1943 году, в самый разгар войны, в Саратов пришли две правительственные телеграммы: одна на имя отца с приказом срочно прибыть в Москву на совещание по садоводству, и вторая на имя секретаря обкома — с требованием обеспечить прибытие моего отца в Москву. Отец рассказывал, что по назначению его доставили на каком-то военном самолете. Совещание вел тогдашний заместитель Председателя Верховного совета РСФСР, народу было немного, из ученых он один. Принимался закон о садах. Отец вспоминал, что когда он удивленно спросил, о каких садах может сейчас идти речь, то на него, как он говорил «цыкнули, сказав, что это свидетельствует о нашей уверенности в победе, а сады, о которых мы сейчас думаем, будут памятником погибшим.

## Научные исследования
С 1930-х годов занимался изучением сортов плодовых культур с производственно-биологической точки зрения, изучал селекционную эффективность разных видов гибридизации, методику селекции плодовых растений. Принимал участие в создании сети опытных учреждений по садоводству в СССР, занимался подготовкой кадров специалистов. Был научным руководителем по 10 кандидатским диссертациям, консультантом по пяти докторским диссертациям.

### Труды
Автор более 120 научных работ.
- План селекционных работ с плодово-ягодными культурами в РСФСР и БССР и внедрение методов И. В. Мичурина. — М.: Изд-во ВАСХНИЛ. 1936;
- Селекция и новые сорта яблони. — М.: Изд-во Колос, 1966;
- Селекционная эффективность семей гибридов от различных типов скрещивания яблони // Сб. «Биология и селекция яблони». — Изд-во МГУ. 1976.
- Исаев С. И. Из 40-летнего опыта селекционной работы с яблоней // Сельскохозяйственная биология. — М.: Колос, 1967. — № 2. — С. 170—182.

### Сорта яблони
Является автором 40 новых сортов яблони, 8 из которых районированы.
- 'Медуница'
- 'Конфетное'
- 'Северный Синап'
- 'Память Мичурина'
- 'Десертное Исаева'
- 'Народное'
- 'Коричное Новое'
- 'Россиянка'
- 'Осенняя Радость'
- 'Победитель'
- 'Юный Натуралист'

## Награды и премии
- Сталинская премия третьей степени (1951) — за выведение новых зимостойких сортов яблони для средней зоны СССР.
- орден Ленина (1951)
- орден «Знак Почёта» (1961)
- четыре медали ВСХВ
- Большая золотая медаль ВДНХ (1961)
- высшая награда ВДНХ — Диплом почёта ВДНХ (1972)
- Золотая медаль имени И. В. Мичурина

## Память
В 2023 году в городе Венёв Тульской области установлен бюст С.И. Исаева работы С. Щербакова.

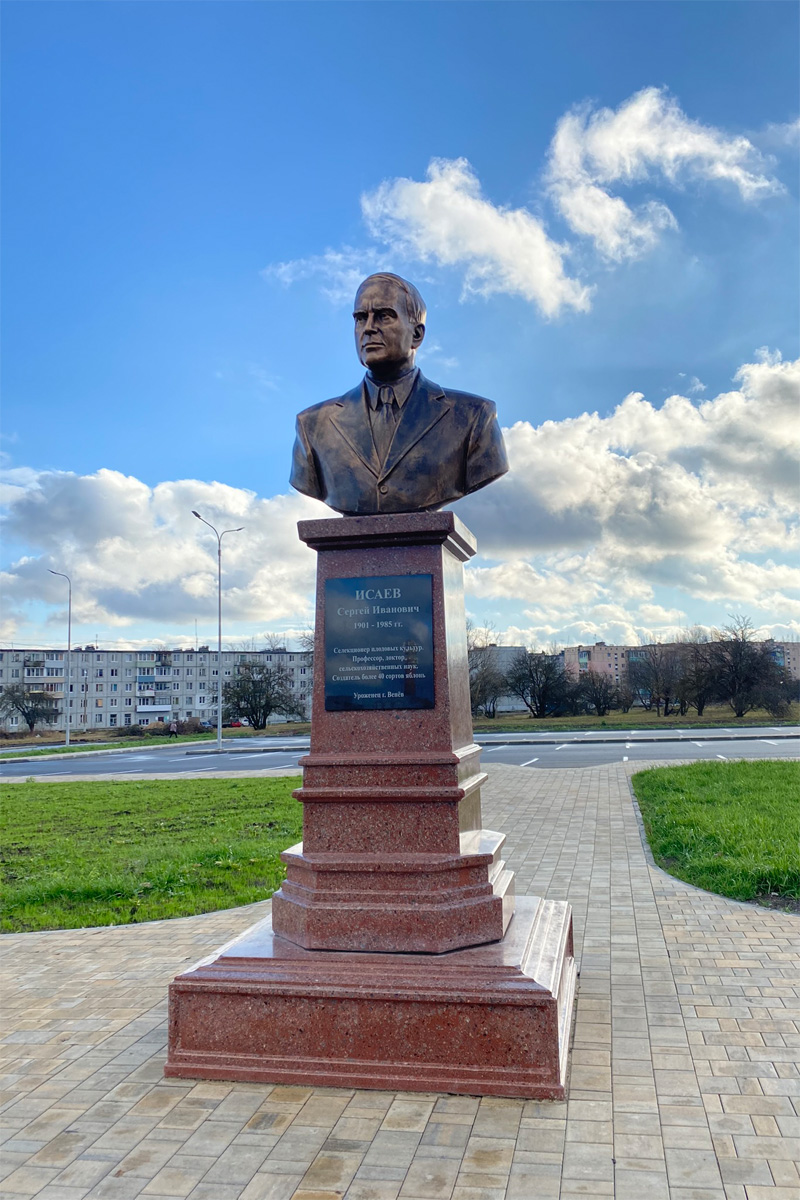
Бюст С.И. Исаева в Венёве